# Prix Shibusawa-Claudel
Le prix Shibusawa-Claudel est un prix académique et littéraire décerné annuellement au Japon depuis 1984 sous l'égide de la Maison franco-japonaise en coopération avec un grand quotidien (Mainichi jusqu'en 2008, Yomiuri depuis lors) à des chercheurs, écrivains et traducteurs ayant contribué au développement des échanges intellectuels, culturels et scientifiques entre les deux pays. Le prix est financé par la Fondation Eiichi Shibusawa (ja).
Chaque année, le jury sélectionne un ou plusieurs lauréats parmi les candidats français et japonais, qui doivent être âgés de moins de 45 ans.

## Lauréats

### 2021
- Grand prix : Tadashi Nakamura (d), Histoire d’un hebdomadaire culturel et politique en France : Le Nouvel Observateur, Presses universitaires de Nagoya, 2021
- Prix d’encouragement : Masashi Fuchida (d), Rousseau et la méthode, Presses universitaires de Hosei, 2019
- Prix français : non décerné

### 2020
- Grand prix : non décerné
- Prix d’encouragement : 
  - Keisuke Misono, Le Jansénisme. Religion et politique dans la France moderne, Presses de l'Université Keio, 2020
  - Kentaro Sudoh, Jean Eustache ou le cinéma comme vie, éditions République, 2019 (adapté de la thèse « Jean Eustache : génétique et fabrique » soutenue en 2016, écrite sous la direction de Nicole Brenez)
  - Makiko Takagi, Étude des illustrations du « Livre de chasse » de Gaston Fébus, Chuokoron Bijutsu Shuppan, 2020
- Prix français : non décerné

### 2019
- Grand prix : non décerné
- Prix d’encouragement : 
  - Manabu Ishikawa, Georges Bataille : la logique de l'action et la littérature, Presses universitaires de Tokyo, 2018
  - Aya Umezawa, Folie pénitentiaire : Crimes, littérature et société dans la France du XIXe siècle, Presses universitaires de Hosei, 2019
- Prix français : Simon Ebersolt (d), Contingence et communauté. Kuki Shûzô, philosophe japonais (thèse dirigée par Emmanuel Lozerand (d) et Frédéric Fruteau de Laclos)

### 2018
- Grand prix : Yoko Nii, La Mission jésuite en Chine et l'empire universel, Presses universitaires de Nagoya, 2017
- Prix d’encouragement :  Teiji Toriyama, Album de vers anciens : remaniements des vers anciens et autobiographie poétique chez Paul Valéry, éditions Suiseisha, 2018
- Prix français : Lucien-Laurent Clercq (d), Transformation socioculturelle des Aïnous du Japon : rapports de pouvoir, violence et résistance aborigène à Hokkaidô (thèse dirigée par Augustin Berque)

### 2017
- Grand prix : Yu Watanabe, Jean-Joseph Surin. Un rayon crépusculaire de la mystique au XVIIe siècle en France, Presses universitaires de Keio, 2016
- Prix d'encouragement : Yuichiro Miyashita, Penser le monde d'après-guerre : la reconquête de la puissance française pendant la Seconde Guerre mondiale, Keiso Shobo, 2016
- Prix français : Arnaud Grivaud (d), La réorganisation du pouvoir politique au Japon : la haute fonction publique dans le système politique japonais des années 1990 à nos jours (thèse dirigée par Éric Seizelet (d))

### 2016
- Grand prix : non décerné
- Prix spécial : 
  - Minori Kokado, Les lois bioéthique en France - Comment avoir recours à l'assistance médicale à la procréation ? éditions Nakanishi, 2015
  - Chikako Mori, Exclusion et résistance dans les banlieues : les quartiers populaires des “immigrés” en France, formation et transformations, Presses universitaires de Tokyo, 2016
- Prix français : Martin Nogueira-Ramos, Catholicisme et crypto-christianisme dans la société villageoise japonaise (XVIIe – XIXe siècle) (thèse dirigée par Annick Horiuchi)

### 2015
- Grand prix : Shinsuke Oomori, Pierre Klossowski : Dramaturgie de la communication, éditions Sayusha, 2014
- Prix LVJ : Yusuke Ando, Commerce, despotisme et opinion publique : l'économie politique et le changement du principe de gouvernement au siècle des Lumières, éditions Sobunsha, 2014
- Prix français : Franck Michelin, L'Indochine française et l'expansion vers le sud du Japon à l'orée de la guerre du Pacifique : politique étrangère et processus de décision, 29 juin 1940 - 8 décembre 1942 (thèse dirigée par Dominique Barjot et Yoshiharu Tsuboi (vi)) - une version remaniée a été publiée en 2019 aux éditions Passés Composés.

### 2014
- Grand prix : Michiko Izumi, L'invention du patrimoine médiéval en France : l'histoire de l'art, l'institution et le sentiment, éditions Sangensha, 2013
- Prix LVJ : Chikako Hashimoto, La naissance du gourmand : Grimod de La Reynière et la Révolution Française, Presses universitaires de Nagoya, 2014
- Prix français : Noémi Godefroy (d), Autour de l’île d’Ezo : évolution des rapports de domination septentrionale et des relations avec l’étranger au Japon, des origines au 19e siècle (thèse dirigée par François Macé (d))

### 2013
- Grand prix : Junko Yoshikawa, Le Japonisme en poésie : la nature et l'homme chez Judith Gautier, Presses scientifiques de l'université de Kyoto, 2012
- Prix LVJ : Shinji Kojima, Institution et liberté chez Maurice Hauriou, éditions Iwanami, 2013
- Prix français : Cléa Patin (d), Une approche sociologique du marché de l'art au Japon. Réseaux d'intermédiation marchands pour la vente, la circulation, la diffusion, et la formation de la valeur des œuvres d'art (thèse dirigée par Pierre-Michel Menger) - une version remaniée a été publiée en 2016 aux éditions du CNRS sous le titre La Fabrique de l’art au Japon : portrait sociologique d’un marché de l’art.

### 2012
- Grand prix : Ryo Oda, Cognition et référence : sémantique de l'article défini, Presses scientifiques de l'université de Kyoto, 2012
- Prix LVJ ; Yuji Takayama, Mélancolie de Tocqueville : problème de la génération dans le romantisme français, éditions Hakusuisha, 2012
- Prix français : Matthieu Séguéla (d), Georges Clemenceau et l'Extrême-Orient (thèse dirigée par Maurice Vaïsse)

### 2011
- Grand prix : Sonoe Omoda, On Solidarity I, éditions Keisô, 2010
- Prix LVJ : Kiyonobu Date, L'histoire religieuse au miroir de la morale laïque, éditions Keisô, 2010
- Prix français : Nicolas Baumert, Le saké - géographie historique et culturelle d'une exception japonaise (thèse dirigée par Jean-Robert Pitte) - publiée aux Presses universitaires de Rennes

### 2010
- Grand prix : Morio Tagai, Ferdinand de Saussure, Sakusha, 2009
- Prix spécial LVJ : 
  - Megumi Jingaoka,  Musée du papier pour le marché France XIXe siècle, Stratégie de reproduction en image des peintres, Sangensha, 2009
  - Takumi Taguchi,  La pensée limite de Diderot - Essai sur les romans, Kazama Shobo, 2009
- Prix français : Claire-Akiko Brisset (d), À la croisée du texte et de l'image : cryptiques et poèmes cachés (Ashide) dans le Japon classique et médiéval, Collège de France, Institut des hautes études japonaises、2009

### 2009
- Grand Prix : Sadao Fujihara, La mélancolie des orientalistes français à l'époque coloniale et archéologie des ruines d'Angkor, Mekon, 2008
- Prix spécial LVJ : Yoko Hayashi, Léonard Tsuguharu Foujita's Travel, Handicrafts, Japan, Presses universitaires de Nagoya, 2008
- Prix français : Karyn Poupée, Les Japonais, Tallandier, 2008 (nouvelle édition actualisée en 2021)

### 2008
- Grand Prix : Shuichi Kawashima, Les relations franco-allemandes et l'ordre international européen d'après-guerre : la diplomatie de De Gaulle et la construction européenne 1959-1963, Soubunsha, 2007
- Prix spécial LVJ : Gakuto Takamura, La liberté d'association, La logique de la République, Keiso Shobo, 2007
- Prix français : Guibourg Delamotte (d), Déterminants de la politique de défense et jeux politiques japonais, (thèse dirigée par Augustin Berque et Éric Seizelet (d))

### 2007
- Grand Prix : Taichi Hara, Lautréamont : vers l'autre - Étude sur la création et la communication littéraires, L'Harmattan, 2006
- Prix spécial LVJ : Mari Kōmoto (d), L'âge de l'esthétique et de l'histoire du collage au  XXe siècle, Brücke, 2007 (titre de la thèse soutenue en 2005 « L'espace du collage : le problème de l'unité dans le discontinu » dirigée par Françoise Levaillant)
- Prix français : Michel Dalissier (d), Kitarō Nishida, une philosophie de l'unification (thèse dirigée par Charlotte von Verschuer et Frédéric Girard).

### 2006
- Grand Prix : Junko Terado, Le pèlerinage des victimes du monde de Lourdes, Chiizumi Shokan, 2006
- Prix spécial LVJ : Motoki Toriumi, オーダー・メイドの街づくり パリの保全的刷新型「界隈プラン」, Gakugei Shuppansha, 2004 (titre de la thèse soutenue en 2001 sous la direction d'Augustin Berque « Les promenades de Paris de la Renaissance à l'époque haussmannienne : esthétique de la nature dans l'urbanisme parisien »)
- Prix français : Arnaud Nanta (d), Considérations anthropologique et archéologique sur l'origine des habitants des îles japonaises-1870-1990 (Thèse de doctorat soutenue en 2005 intitulée « Débats sur les origines du peuplement de l'archipel japonais dans l'anthropologie et l'archéologie (décennie 1870 - décennie 1990) » sous la direction de Claude Liauzu)

### 2005
- Grand Prix : Yukifumi Takenaka, Révolution française et Association, Showa-do, 2005
- Prix spécial LVJ : Shigeki Uno, Philosophie politique - Dialogue avec la France contemporaine, Presses universitaires de Tokyo, 2004
- Prix français : Emmanuel Lozerand (d), Littérature et nationalité : La naissance de l'histoire de la littérature japonaise au XIXe siècle

### 2004
- Grand Prix : Takuma Kimura, Développement de la théorie du droit financier et de son environnement - Une étude de la loi générale de Maurice Hauriou sur le droit public, Yuhikaku, 2004
- Prix spécial LVJ : Shojiro Kuwase, Les Confessions de Jean-Jacques Rousseau en France (1770-1794)- les aménagements et les censures, les usages, les appropriations de l'ouvrage, Honoré Champion, 2003
- Prix français : Fabienne Duteil-Ogata (d), La religion au quotidien au centre-ville de Tokyo (Thèse rédigée sous la direction de Laurence Caillet (d))
- Prix spécial à Michel Vieillard-Baron (d) pour De la création des jardins, traduction du Sakutei-ki, Maison franco-japonaise, 1997

### 2003
- Grand Prix : Hiroyuki Yamaguchi, La pensée de Condillac entre la philosophie et la science, Keiso Shobo, 2002
- Prix spécial LVJ : Hideki Hasegawa, Formation et transformation de la Corse - De la France républicaine à l'Europe pluraliste, Sangensha, 2002
- Prix français : Paul Jobin (d), Un nouvel esprit du syndicalisme ouvrier : conflit et reconnaissance autour des maladies industrielles dans le Japon contemporain, 2001 (Thèse de doctorat sous la direction de Michel Cartier)

### 2002
- Grand Prix : Yōhei Nakayama (d), Expérience de la politique française après la guerre : la Quatrième République et les « partis organisés » 1944-1952, Presses de l'Université de Tokyo, 2002
- Prix spécial LVJ : Katsuyuki Kamei, La Stratégie française de gestion d'entreprise et de gestion des risques, Culture juridique, 2001
- [Prix de l'essai sur la France contemporaine] (Prix Spécial) : Kolin Kobayashi L'histoire du sel de Guérande - Pour l'écosystème du futur, Iwanami Shoten, 2001
- Prix français : Michael Lucken, L'Art du Japon au 20e siècle (auteur de la thèse écrite sous la direction de Jean-Jacques Origas intitulée « Les peintres japonais à l'épreuve de la guerre, 1935-1952 ») (Traduction en japonais par Asuka Minami, Miyoshi Project, parue en 2007)

### 2001
- Grand Prix : Yoshito Akiyoshi, Paroles et choses tristes, Kazama Shobo, 2001
- Prix spécial LVJ : Erika Takashina, La mer d'un autre monde-occidental à Hosui, Kiyoteru, Tenshin, Miyoshi Project, 2000
- [Prix de l'essai sur la France contemporaine] (Prix spécial) : Satoru Otani (d), Philosophie de la biologie de Michikusa - La théorie de l'idée de « Kokoro » en France, Kaimeisha, 2000
- Prix français : Élisabeth de Touchet (d), La création de l'arsenal maritime japonais de Yokosuka 1865-1882 : un transfert de technologies de la France vers le Japon (thèse de doctorat dirigée par Alain Dewerpe, publiée en 2003 aux Presses universitaires de Rennes)